# Brisbane
Brisbane je glavni i najnaseljeniji grad australske države Queenslanda. S 1,857.594 stanovnika (2007.) treći je grad po broju stanovnika u Australiji. Nalazi se u jugoistočnom dijelu Queenslanda, između ravni rijeke Brisbane i Tihog oceana. Lokalni Aboridžini ovo su područje nazivali Mian-jin - "mjesto u obliku špice". Grad je dobio ime po Thomasu Brisbaneu, između 1821. i 1825. guverneru Novog Južnog Walesa.
Današnji Brisbane je značajno informatičko, financijsko, transportno, naftno i metalurško središte Australije.

## Povijest
Prije dolaska Europljana na prostoru Brisbanea živjeli su Aboridžini. Prvi Europljanin koji je došao na taj prostor je bio Matthew Flinders. Kao i mnoga druga naselja u Australiji, i Brisbane je osnovan kao kolonija zatvorenika iz Velike Britanije. Godine 1824. guverner Brisbane je doplovio brodom s 29 zatvorenika iz Sydneya na mjesto današnjeg Redcliffea, odakle se kolonija sljedeće godine preselila na mjesto današnjeg gradskog središta Brisbanea. Godine 1838. počelo je naseljavanje Brisbanea europskim doseljenicima, a naselje je i službeno proglašeno slobodnim 1842. Od 1859. Brisbane je prijestolnica Queenslanda, koji je tada postao posebna kolonija. Godine 1893. grad je pogodila jaka poplava. Ubrzo nakon toga je u blizini otkriveno zlato, te je počelo brže naseljavanje.
Godine 1879. je sagrađena prva željeznička pruga do grada Ipswicha. Godine 1885. sagrađen je tramvaj. Brisbane je status grada stekao tek 1902. Godine 1925. preko dvadeset vanjskih naselja je priključeno gradu, kojim od tada upravlja gradsko vijeće.
Za vrijeme Drugog svjetskog rata, Brisbane je služio kao sjedište savezničkih snaga na Pacifiku, čiji je zapovjednik bio američki general Douglas MacArthur. Godine 1942. došlo je do sukoba između australskih i američkih vojnika stacioniranih u gradu.
Godine 1974. grad je ponovo pogodila poplava, te je nakon toga regulirana rijeka Brisbane. Godine 1982. u gradu su održane Igre Commonwealtha, a 1988. Svjetska izložba EXPO.

## Zemljopis
Brisbane se nalazi na istoku Australije, na ušću rijeke Brisbane koja meandrira kroz grad i ulijeva se u zaljev Moreton. Reljef je brdovit (grad se nalazi na istočnim padinama Velikog razvodnog gorja). Uz rijeku je naplavna ravnica često izložena poplavama. U sjevernom dijelu grada ima još mnogo manjih rijeka i vodotokovac. Najznačajnija je Pine River na kojoj se nalaze umjetna jezera Samsonvale i Kurwongbah.
Klima je vlažna suptropska. Ljeta su vruća i vlažna, a zime blage i suhe. Tijekom ljeta se često događaju jake oluje, a grad je često na meti tropskih ciklona. Najjači je bio tropski ciklon Wanda 1974. koji je uzrokovao veliku poplavu.

## Gospodarstvo
U gradu je razvijena moderna industrija visoke tehnologije (posebno informatička industrija). Postoji rafinerija nafte, metaloprerađivačka industrija i proizvodnja papira. Razvijen je financijski sektor. Gradska luka je treća po značenju u Australiji. U luci je razvijena trgovina. Grad je i značajno obrazovno i istaživačko središte. Posebno za biomedicinu i molekularnu biologiju. U novije vrijeme je značajan turizam.

## Znamenitosti
Grad ima mnogo parkova i rekreacijskih zona. Značajno je zaštićeno područje za koale Lone Pine Koala Sanctuary. Značajan je botanički vrt. Poznata je zvjezdarnica Sir Thomas Brisbane Planetarium. U okolici grada postoje poznate stijene za penjanje (posebno Story Bridge). Poznati su klifovi Kangaroo Point. U gradu je sjedište parlamenta i vlade Queenslanda. Značajan je gradska vijećnica sa 70 m visokim tornjem sa satom. U središtu grada je Središnji poslovni distrikt s mnogim neboderima i modernim poslovnim zgradama.
Grad ima mnogo muzeja i galerija (poznata je Galerija moderne umjetnosti Queenslanda-GOMA). Grad je poznat po mnogim festivalima i kulturnim događajima (Međunarodni filmski festival, Riječni festival).

## Vanjske poveznice
- Službena stranica
- Our Brisbane - gradski vodič
- Brisbane City Life